# 2008-as Giro d’Italia
A 2008-as Giro d’Italia a 91. olasz kerékpáros körverseny volt, amelyet 1909 óta megrendeztek. A verseny május 10-étől június 1-éig tartott. A versenyt a spanyol Alberto Contador nyerte meg, a második helyen az olasz Riccardo Riccò végzett. A harmadik helyezett az ugyancsak olasz Marzio Bruseghin volt.

## Részt vevő csapatok
| - Amerikai Egyesült Államok Team High Road Slipstream Chipotle - Belgium Quick Step Silence-Lotto - Oroszország Team CSC - Egyesült Királyság Barloworld - Franciaország Ag2r-La Mondiale Cofidis, le Crédit par téléphone Française des Jeux - Írország CSF Group-Navigare L.P.R. Brakes-Ballan | - Hollandia Rabobank - Luxemburg Astana - Németország Gerolsteiner Team Milram - Olaszország Lampre Liquigas Tinkoff Credit Systems - Spanyolország Caisse d'Epargne Euskaltel-Euskadi Saunier Duval-Scott - Venezuela Diquigiovanni-Androni |

## Szakaszok

### 1. szakasz -2008.május 10.:Palermo>Palermo, 28,5km (csapat időfutam)
|   | Csapat              | Idő     |
| - | ------------------- | ------- |
| 1 | Slipstream Chipotle | 26' 32" |
| 2 | Team CSC            | + 6"    |
| 3 | Team High Road      | a.i.    |
| 4 | Liquigas            | + 8"    |
| 5 | Barloworld          | + 13"   |

|   | Versenyző             | Csapat              | Idő     |
| - | --------------------- | ------------------- | ------- |
| 1 | Christian Vande Velde | Slipstream Chipotle | 26' 32" |
| 2 | David Zabriskie       | Slipstream Chipotle | a.i.    |
| 3 | Ryder Hesjedal        | Slipstream Chipotle | a.i.    |
| 4 | Julian Dean           | Slipstream Chipotle | a.i.    |
| 5 | Magnus Bäckstedt      | Slipstream Chipotle | a.i.    |

### 2. szakasz -2008.május 11.:Cefalù>Agrigento, 207km
|   | Versenyző         | Csapat               | Idő        |
| - | ----------------- | -------------------- | ---------- |
| 1 | Riccardo Riccò    | Saunier Duval-Scott  | 5h 48' 35" |
| 2 | Danilo Di Luca    | L.P.R. Brakes-Ballan | a.i.       |
| 3 | Davide Rebellin   | Gerolsteiner         | a.i.       |
| 4 | Franco Pellizotti | Liquigas             | a.i.       |
| 5 | Paolo Savoldelli  | L.P.R. Brakes-Ballan | a.i.       |

|   | Versenyző             | Csapat               | Idő        |
| - | --------------------- | -------------------- | ---------- |
| 1 | Franco Pellizotti     | Liquigas             | 6h 15' 16" |
| 2 | Christian Vande Velde | Slipstream Chipotle  | + 1"       |
| 3 | Chris Anker Sørensen  | Team CSC             | + 7"       |
| 4 | Danilo Di Luca        | L.P.R. Brakes-Ballan | a.i.       |
| 5 | Morris Possoni        | Team High Road       | + 8"       |

### 3. szakasz -2008.május 12.:Catania>Milazzo, 208km
|   | Versenyző       | Csapat                 | Idő        |
| - | --------------- | ---------------------- | ---------- |
| 1 | Daniele Bennati | Liquigas               | 5h 48' 35" |
| 2 | Erik Zabel      | Team Milram            | a.i.       |
| 3 | Danilo Hondo    | Diquigiovanni-Androni  | a.i.       |
| 4 | Thomas Fothen   | Gerolsteiner           | a.i.       |
| 5 | Alberto Loddo   | Tinkoff Credit Systems | a.i.       |

|   | Versenyző             | Csapat               | Idő         |
| - | --------------------- | -------------------- | ----------- |
| 1 | Franco Pellizotti     | Liquigas             | 11h 52' 17" |
| 2 | Christian Vande Velde | Slipstream Chipotle  | + 1"        |
| 3 | Danilo Di Luca        | L.P.R. Brakes-Ballan | + 7"        |
| 4 | Morris Possoni        | Team High Road       | + 8"        |
| 5 | Vincenzo Nibali       | Liquigas             | + 8"        |

### 4. szakasz -2008.május 13.:Pizzo Calabro>Catanzaro, 197km
|   | Versenyző        | Csapat         | Idő        |
| - | ---------------- | -------------- | ---------- |
| 1 | Mark Cavendish   | Team High Road | 4h 49' 09" |
| 2 | Robert Förster   | Gerolsteiner   | a.i.       |
| 3 | Daniele Benatti  | Liquigas       | a.i.       |
| 4 | Assan Bazayev    | Astana         | a.i.       |
| 5 | Mirco Lorenzetto | Lampre         | a.i.       |

|   | Versenyző             | Csapat               | Idő         |
| - | --------------------- | -------------------- | ----------- |
| 1 | Franco Pellizotti     | Liquigas             | 16h 41' 26" |
| 2 | Christian Vande Velde | Slipstream Chipotle  | + 1"        |
| 3 | Danilo Di Luca        | L.P.R. Brakes-Ballan | + 7"        |
| 4 | Morris Possoni        | Team High Road       | + 8"        |
| 5 | Vincenzo Nibali       | Liquigas             | + 8"        |

### 5. szakasz -2008.május 14.:Belvedere Marittimo>Contursi Terme, 170km
|   | Versenyző           | Csapat                 | Idő        |
| - | ------------------- | ---------------------- | ---------- |
| 1 | Pavel Brutt         | Tinkoff Credit Systems | 5h 04' 52" |
| 2 | Johannes Fröhlinger | Gerolsteiner           | + 4"       |
| 3 | Luis Felipe Laverde | CFS Group-Navigare     | + 10"      |
| 4 | Francisco Pérez     | Saunier Duval-Scott    | + 25"      |
| 5 | Paolo Bettini       | Quick Step             | + 31"      |

|   | Versenyző             | Csapat               | Idő         |
| - | --------------------- | -------------------- | ----------- |
| 1 | Franco Pellizotti     | Liquigas             | 21h 46' 49" |
| 2 | Christian Vande Velde | Slipstream Chipotle  | + 1"        |
| 3 | Danilo Di Luca        | L.P.R. Brakes-Ballan | + 7"        |
| 4 | Morris Possoni        | Team High Road       | + 8"        |
| 5 | Vincenzo Nibali       | Liquigas             | + 8"        |

### 6. szakasz -2008.május 15.:Potenza>Peschici, 231,6km
|   | Versenyző       | Csapat                 | Idő        |
| - | --------------- | ---------------------- | ---------- |
| 1 | Matteo Priamo   | CSF Group-Navigare     | 5h 24' 49" |
| 2 | Alan Pérez      | Euskaltel-Euskadi      | + 8"       |
| 3 | Nyikolaj Trusov | Tinkoff Credit Systems | + 27"      |
| 4 | Paul Martens    | Rabobank               | + 31"      |
| 5 | Maxim Iglinsky  | Astana                 | + 37"      |

|   | Versenyző         | Csapat                | Idő         |
| - | ----------------- | --------------------- | ----------- |
| 1 | Giovanni Visconti | Quick Step            | 27h 14' 04" |
| 2 | Matthias Russ     | Gerolsteiner          | a.i.        |
| 3 | Daniele Nardello  | Diquigiovanni-Androni | + 1' 22"    |
| 4 | Alan Pérez        | Euskaltel-Euskadi     | + 4' 42"    |
| 5 | Francesco Gavazzi | Lampre                | + 5' 34"    |

### 7. szakasz -2008.május 16.:Vasta>Pescocostanzo, 180km
|   | Versenyző        | Csapat                 | Idő        |
| - | ---------------- | ---------------------- | ---------- |
| 1 | Gabriele Bosisio | L.P.R. Brakes-Ballan   | 4h 55' 05" |
| 2 | Vasil Kiryienka  | Tinkoff Credit Systems | + 46"      |
| 3 | Emanuele Sella   | CSF Group-Navigare     | + 1' 27"   |
| 4 | Félix Cárdenas   | Barloworld             | + 1' 33"   |
| 5 | Danilo Di Luca   | L.P.R. Brakes-Ballan   | + 2' 04"   |

|   | Versenyző         | Csapat               | Idő         |
| - | ----------------- | -------------------- | ----------- |
| 1 | Giovanni Visconti | Quick Step           | 32h 03' 01" |
| 2 | Matthias Russ     | Gerolsteiner         | + 9"        |
| 3 | Gabriele Bosisio  | L.P.R. Brakes-Ballan | + 5' 43"    |
| 4 | Danilo Di Luca    | L.P.R. Brakes-Ballan | + 7' 27"    |
| 5 | Emanuele Sella    | CSF Group-Navigare   | + 7' 36"    |

### 8. szakasz -2008.május 17.:Rivisondoli>Tivoli, 208km
|   | Versenyző           | Csapat               | Idő        |
| - | ------------------- | -------------------- | ---------- |
| 1 | Ricardo Riccò       | Saunier Duval-Scott  | 4h 41' 05" |
| 2 | Paolo Bettini       | Quick Step           | a.i.       |
| 3 | Davide Rebellin     | Gerolteiner          | a.i.       |
| 4 | Franco Pellizotti   | Liquigas             | a.i.       |
| 5 | Daniele Pietropolli | L.P.R. Brakes-Ballan | a.i.       |

|   | Versenyző         | Csapat               | Idő         |
| - | ----------------- | -------------------- | ----------- |
| 1 | Giovanni Visconti | Quick Step           | 36h 44' 06" |
| 2 | Matthias Russ     | Gerolsteiner         | + 34"       |
| 3 | Gabriele Bosisio  | L.P.R. Brakes-Ballan | + 5' 53"    |
| 4 | Danilo Di Luca    | L.P.R. Brakes-Ballan | + 7' 27"    |
| 5 | Ricardo Riccò     | Saunier Duval-Scott  | + 7' 33"    |

### 9. szakasz -2008.május 18.:Civitavecchia>San Vincenzo, 194km
|   | Versenyző       | Csapat            | Idő        |
| - | --------------- | ----------------- | ---------- |
| 1 | Daniele Bennati | Liquigas          | 5h 30' 06" |
| 2 | Paolo Bettini   | Quick Step        | a.i.       |
| 3 | Erik Zabel      | Team Milram       | a.i.       |
| 4 | Robbie McEwen   | Silence-Lotto     | a.i.       |
| 5 | Koldo Fernández | Euskaltel-Euskadi | a.i.       |

|   | Versenyző         | Csapat               | Idő         |
| - | ----------------- | -------------------- | ----------- |
| 1 | Giovanni Visconti | Quick Step           | 42h 14' 16" |
| 2 | Matthias Russ     | Gerolsteiner         | + 34"       |
| 3 | Gabriele Bosisio  | L.P.R. Brakes-Ballan | + 5' 53"    |
| 4 | Danilo Di Luca    | L.P.R. Brakes-Ballan | + 7' 27"    |
| 5 | Emanuele Sella    | CSF Group-Navigare   | + 7' 32"    |

### 10. szakasz -2008.május 20.:Pesaro>Urbino, 36km (egyéni időfutam)
|   | Versenyző        | Csapat               | Idő     |
| - | ---------------- | -------------------- | ------- |
| 1 | Marzio Bruseghin | Lampre               | 56' 41" |
| 2 | Alberto Contador | Astana               | + 8"    |
| 3 | Andreas Klöden   | Astana               | + 20"   |
| 4 | Marco Pinotti    | Team High Road       | + 36"   |
| 5 | Paolo Savoldelli | L.P.R. Brakes-Ballan | + 41"   |

|   | Versenyző         | Csapat               | Idő         |
| - | ----------------- | -------------------- | ----------- |
| 1 | Giovanni Visconti | Quick Step           | 43h 12' 02" |
| 2 | Matthias Russ     | Gerolsteiner         | + 3' 31"    |
| 3 | Gabriele Bosisio  | L.P.R. Brakes-Ballan | + 5' 50"    |
| 4 | Alberto Contador  | Astana               | + 6' 59"    |
| 5 | Marzio Bruseghin  | Lampre               | + 7' 52"    |

### 11. szakasz -2008.május 21.:Urbania>Cesena, 193km
|   | Versenyző            | Csapat                | Idő        |
| - | -------------------- | --------------------- | ---------- |
| 1 | Alessandro Bertolini | Diquigiovanni-Androni | 5h 44' 22" |
| 2 | Pablo Lastras        | Caisse d'Epargne      | + 5"       |
| 3 | Fortunato Baliani    | CSF Group-Navigare    | a.i.       |
| 4 | Tiziano Dall'Antonia | Française des Jeux    | + 41"      |
| 5 | Laurent Mangel       | Ag2r-La Mondiale      | + 1' 33"   |

|   | Versenyző         | Csapat               | Idő         |
| - | ----------------- | -------------------- | ----------- |
| 1 | Giovanni Visconti | Quick Step           | 49h 00' 17" |
| 2 | Gabriele Bosisio  | L.P.R. Brakes-Ballan | + 5' 50"    |
| 3 | Alberto Contador  | Astana               | + 6' 59"    |
| 4 | Marzio Bruseghin  | Lampre               | + 7' 52"    |
| 5 | Andreas Klöden    | Astana               | + 7' 54"    |

### 12. szakasz -2008.május 22.:Forlí>Carpi, 171km
|   | Versenyző       | Csapat            | Idő        |
| - | --------------- | ----------------- | ---------- |
| 1 | Daniele Benatti | Liquigas          | 4h 05' 29" |
| 2 | Mark Cavendish  | Team High Road    | a.i.       |
| 3 | Robbie McEwen   | Silence-Lotto     | a.i.       |
| 4 | Koldo Fernández | Euskaltel-Euskadi | a.i.       |
| 5 | Paolo Bettini   | Quick Step        | a.i.       |

|   | Versenyző         | Csapat               | Idő         |
| - | ----------------- | -------------------- | ----------- |
| 1 | Giovanni Visconti | Quick Step           | 53h 05' 46" |
| 2 | Gabriele Bosisio  | L.P.R. Brakes-Ballan | + 5' 50"    |
| 3 | Alberto Contador  | Astana               | + 6' 59"    |
| 4 | Marzio Bruseghin  | Lampre               | + 7' 52"    |
| 5 | Andreas Klöden    | Astana               | + 7' 54"    |

### 13. szakasz -2008.május 23.:Modena>Cittadella, 192km
|   | Versenyző       | Csapat              | Idő        |
| - | --------------- | ------------------- | ---------- |
| 1 | Mark Cavendish  | Team High Road      | 4h 11' 07" |
| 2 | Daniele Benatti | Liquigas            | a.i.       |
| 3 | Koldo Fernández | Euskaltel-Euskadi   | a.i.       |
| 4 | Erik Zabel      | Team Milram         | a.i.       |
| 5 | Julian Dean     | Slipstream Chipotle | a.i.       |

|   | Versenyző         | Csapat               | Idő         |
| - | ----------------- | -------------------- | ----------- |
| 1 | Giovanni Visconti | Quick Step           | 57h 17' 06" |
| 2 | Gabriele Bosisio  | L.P.R. Brakes-Ballan | + 5' 50"    |
| 3 | Alberto Contador  | Astana               | + 6' 59"    |
| 4 | Andreas Klöden    | Astana               | + 7' 41"    |
| 5 | Vincenzo Nibali   | Liquigas             | + 7' 51"    |

### 14. szakasz -2008.május 24.:Verona>Alpe di Pampeago, 195km
|   | Versenyző         | Csapat                 | Idő        |
| - | ----------------- | ---------------------- | ---------- |
| 1 | Emanuele Sella    | CSF Group-Navigare     | 5h 37' 14" |
| 2 | Vasil Kiryienka   | Tinkoff Credit Systems | + 4' 38"   |
| 3 | Joaquim Rodríguez | Caisse d'Epargne       | + 5' 08"   |
| 4 | José Rujano       | Caisse d'Epargne       | + 7' 28"   |
| 5 | Paolo Bettini     | Quick Step             | + 7' 58"   |

|   | Versenyző        | Csapat               | Idő         |
| - | ---------------- | -------------------- | ----------- |
| 1 | Gabriele Bosisio | L.P.R. Brakes-Ballan | 63h 10' 47" |
| 2 | Alberto Contador | Astana               | + 5"        |
| 3 | Marzio Bruseghin | Lampre               | + 28"       |
| 4 | Riccardo Riccò   | Saunier Duval-Scott  | + 1' 02"    |
| 5 | Danilo Di Luca   | L.P.R. Brakes-Ballan | + 1' 07"    |

### 15. szakasz -2008.május 25.:Arabba>Fedaia-hágó/Marmolada, 153km
|   | Versenyző          | Csapat                | Idő        |
| - | ------------------ | --------------------- | ---------- |
| 1 | Emanuele Sella     | CSF Group-Navigare    | 4h 53' 24" |
| 2 | Domenico Pozzovivo | CSF Group-Navigare    | + 2' 05"   |
| 3 | Riccardo Riccò     | Saunier Duval-Scott   | + 2' 10"   |
| 4 | Danilo Di Luca     | L.P.R. Brakes-Ballan  | + 2' 19"   |
| 5 | Gilberto Simoni    | Diquigiovanni-Androni | + 2' 26"   |

|   | Versenyző        | Csapat               | Idő         |
| - | ---------------- | -------------------- | ----------- |
| 1 | Alberto Contador | Astana               | 68h 06' 43" |
| 2 | Riccardo Riccò   | Saunier Duval-Scott  | + 33"       |
| 3 | Danilo Di Luca   | L.P.R. Brakes-Ballan | + 55"       |
| 4 | Marzio Bruseghin | Lampre               | + 1' 18"    |
| 5 | Gyenyisz Menysov | Rabobank             | + 1' 20"    |

### 16. szakasz -2008.május 26.:Mareo>Plan de Corones, 13.8km (egyéni időfutam)
|   | Versenyző         | Csapat                | Idő     |
| - | ----------------- | --------------------- | ------- |
| 1 | Franco Pellizotti | Liquigas              | 40' 26" |
| 2 | Emanuele Sella    | CSF Group-Navigare    | + 6"    |
| 3 | Gilberto Simoni   | Diquigiovanni-Androni | + 17"   |
| 4 | Alberto Contador  | Astana                | + 22"   |
| 5 | Riccardo Riccò    | Saunier Duval-Scott   | + 30"   |

|   | Versenyző         | Csapat                | Idő         |
| - | ----------------- | --------------------- | ----------- |
| 1 | Alberto Contador  | Astana                | 68h 47' 31" |
| 2 | Riccardo Riccò    | Saunier Duval-Scott   | + 41"       |
| 3 | Gilberto Simoni   | Diquigiovanni-Androni | + 1' 21"    |
| 4 | Marzio Bruseghin  | Lampre                | + 2' 00"    |
| 5 | Franco Pellizotti | Liquigas              | + 2' 05"    |

### 17. szakasz -2008.május 28.:Sandrio>Locarno, 192km
|   | Versenyző       | Csapat         | Idő        |
| - | --------------- | -------------- | ---------- |
| 1 | André Greipel   | Team High Road | 3h 27' 05" |
| 2 | Mark Cavendish  | Team High Road | a.i.       |
| 3 | Daniele Bennati | Liquigas       | a.i.       |
| 4 | Erik Zabel      | Team Milram    | a.i.       |
| 5 | Assan Bazayev   | Astana         | a.i.       |

|   | Versenyző         | Csapat                | Idő         |
| - | ----------------- | --------------------- | ----------- |
| 1 | Alberto Contador  | Astana                | 72h 14' 40" |
| 2 | Riccardo Riccò    | Saunier Duval-Scott   | + 41"       |
| 3 | Gilberto Simoni   | Diquigiovanni-Androni | + 1' 21"    |
| 4 | Marzio Bruseghin  | Lampre                | + 2' 00"    |
| 5 | Franco Pellizotti | Liquigas              | + 2' 05"    |

### 18. szakasz -2008.május 29.:Mendrisio>Varese, 182km
|   | Versenyző         | Csapat               | Idő        |
| - | ----------------- | -------------------- | ---------- |
| 1 | Jens Voigt        | Team CSC             | 3h 22' 46" |
| 2 | Giovanni Visconti | Quick Step           | + 1' 07"   |
| 3 | Rinaldo Nocentini | Ag2r-La Mondiale     | a.i.       |
| 4 | Gabriele Bosisio  | L.P.R. Brakes-Ballan | a.i.       |
| 5 | Daniele Bennati   | Liquigas             | + 2' 04"   |

|   | Versenyző         | Csapat                | Idő         |
| - | ----------------- | --------------------- | ----------- |
| 1 | Alberto Contador  | Astana                | 75h 47' 14" |
| 2 | Riccardo Riccò    | Saunier Duval-Scott   | + 41"       |
| 3 | Gilberto Simoni   | Diquigiovanni-Androni | + 1' 21"    |
| 4 | Marzio Bruseghin  | Lampre                | + 2' 00"    |
| 5 | Franco Pellizotti | Liquigas              | + 2' 05"    |

### 19. szakasz -2008.május 30.:Legnano>Presolana/Monte Pora, 228km
|   | Versenyző         | Csapat                 | Idő        |
| - | ----------------- | ---------------------- | ---------- |
| 1 | Vasil Kiryienka   | Tinkoff Credit Systems | 6h 37' 32" |
| 2 | Danilo Di Luca    | L.P.R. Brakes-Ballan   | + 4' 36"   |
| 3 | Alexander Efimkin | Quick Step             | + 4' 43"   |
| 4 | Steve Cummings    | Barloworld             | + 5' 25"   |
| 5 | Ricardo Riccò     | Saunier Duval-Scott    | + 5' 44"   |

|   | Versenyző         | Csapat               | Idő         |
| - | ----------------- | -------------------- | ----------- |
| 1 | Alberto Contador  | Astana               | 82h 29' 10" |
| 2 | Riccardo Riccò    | Saunier Duval-Scott  | + 4"        |
| 3 | Danilo Di Luca    | L.P.R. Brakes-Ballan | + 21"       |
| 4 | Marzio Bruseghin  | Lampre               | + 2' 00"    |
| 5 | Franco Pellizotti | Liquigas             | + 2' 05"    |

### 20. szakasz -2008.május 31.:Rovetta>Tirano, 224km
|   | Versenyző         | Csapat                | Idő        |
| - | ----------------- | --------------------- | ---------- |
| 1 | Emanuele Sella    | CSF Group-Navigare    | 6h 52' 45" |
| 2 | Gilberto Simoni   | Diquigiovanni-Androni | + 1' 04"   |
| 3 | Joaquim Rodríguez | Caisse d'Epargne      | + 1' 21"   |
| 4 | Ricardo Riccò     | Saunier Duval-Scott   | + 1' 30"   |
| 5 | Alberto Contador  | Astana                | a.i.       |

|   | Versenyző         | Csapat              | Idő         |
| - | ----------------- | ------------------- | ----------- |
| 1 | Alberto Contador  | Astana              | 89h 23' 25" |
| 2 | Riccardo Riccò    | Saunier Duval-Scott | + 4"        |
| 3 | Marzio Bruseghin  | Lampre              | + 2' 00"    |
| 4 | Franco Pellizotti | Liquigas            | + 2' 05"    |
| 5 | Emanuele Sella    | CSF Group-Navigare  | + 2' 35"    |

### 21. szakasz -2008.június 1.:Cesano Maderno>Milánó, 23.5km (egyéni időfutam)
|   | Versenyző             | Csapat                 | Idő     |
| - | --------------------- | ---------------------- | ------- |
| 1 | Marco Pinotti         | Team High Road         | 32' 45" |
| 2 | Tony martin           | Team High Road         | + 7"    |
| 3 | Mihail Ignatyev       | Tinkoff Credit Systems | + 10"   |
| 4 | Bradley Wiggins       | Team High Road         | + 13"   |
| 5 | Christian Vande Velde | Slipstream Chipotle    | + 22"   |

|   | Versenyző         | Csapat              | Idő         |
| - | ----------------- | ------------------- | ----------- |
| 1 | Alberto Contador  | Astana              | 89h 56' 49" |
| 2 | Riccardo Riccò    | Saunier Duval-Scott | + 1' 57"    |
| 3 | Marzio Bruseghin  | Lampre              | + 2' 54"    |
| 4 | Franco Pellizotti | Liquigas            | + 2' 56"    |
| 5 | Gyenyisz Menysov  | Rabobank            | + 3' 37"    |

## A 2008-as Giro d’Italia összegzése
| Szakasz (nyertese)                     | Összetett pontverseny Maglia rosa | Hegyi pontverseny Maglia verde | Pontverseny Maglia ciclamino | Fiatal versenyzők pontversenye Maglia bianca | Trófea leggyorsabb csapat | Trófea szuper csapat |
| -------------------------------------- | --------------------------------- | ------------------------------ | ---------------------------- | -------------------------------------------- | ------------------------- | -------------------- |
| 1. szakasz (TTT) (Slipstream Chipotle) | Christian Vande Velde             | nem osztanak                   | nem osztanak                 | Chris Sørensen                               | Slipstream                | nem osztanak         |
| 2. szakasz (Riccardo Riccò)            | Franco Pellizotti                 | Emanuele Sella                 | Riccardo Riccò               | Chris Sørensen                               | Liquigas                  | LPR Brakes - Ballan  |
| 3. szakasz (Daniele Bennati)           | Franco Pellizotti                 | Emanuele Sella                 | Daniele Bennati              | Morris Possoni                               | Liquigas                  | Gerolsteiner         |
| 4. szakasz (Mark Cavendish)            | Franco Pellizotti                 | Emanuele Sella                 | Daniele Bennati              | Morris Possoni                               | Liquigas                  | Gerolsteiner         |
| 5. szakasz (Pavel Brutt)               | Franco Pellizotti                 | Emanuele Sella                 | Daniele Bennati              | Morris Possoni                               | Liquigas                  | Gerolsteiner         |
| 6. szakasz (Matteo Priamo)             | Giovanni Visconti                 | Emanuele Sella                 | Daniele Bennati              | Giovanni Visconti                            | Astana                    | Gerolsteiner         |
| 7. szakasz (Gabriele Bosisio)          | Giovanni Visconti                 | Emanuele Sella                 | Daniele Bennati              | Giovanni Visconti                            | CSF Group-Navigare        | Gerolsteiner         |
| 8. szakasz (Riccardo Riccò)            | Giovanni Visconti                 | Emanuele Sella                 | Riccardo Riccò               | Giovanni Visconti                            | CSF Group-Navigare        | LPR Brakes - Ballan  |
| 9. szakasz (Daniele Bennati)           | Giovanni Visconti                 | Emanuele Sella                 | Daniele Bennati              | Giovanni Visconti                            | CSF Group-Navigare        | Gerolsteiner         |
| 10. szakasz (ITT) (Marzio Bruseghin)   | Giovanni Visconti                 | Emanuele Sella                 | Daniele Bennati              | Giovanni Visconti                            | Astana                    | Astana               |
| 11. szakasz (Alessandro Bertolini)     | Giovanni Visconti                 | Emanuele Sella                 | Daniele Bennati              | Giovanni Visconti                            | Astana                    | Astana               |
| 12. szakasz (Daniele Bennati)          | Giovanni Visconti                 | Emanuele Sella                 | Daniele Bennati              | Giovanni Visconti                            | Astana                    | Astana               |
| 13. szakasz (Mark Cavendish)           | Giovanni Visconti                 | Emanuele Sella                 | Daniele Bennati              | Giovanni Visconti                            | Astana                    | Liquigas             |
| 14. szakasz (Emanuele Sella)           | Gabriele Bosisio                  | Emanuele Sella                 | Daniele Bennati              | Riccardo Riccò                               | CSF Group-Navigare        | Liquigas             |
| 15. szakasz (Emanuele Sella)           | Alberto Contador                  | Emanuele Sella                 | Daniele Bennati              | Riccardo Riccò                               | CSF Group-Navigare        | Liquigas             |
| 16. szakasz (ITT) (Franco Pellizotti)  | Alberto Contador                  | Emanuele Sella                 | Daniele Bennati              | Riccardo Riccò                               | CSF Group-Navigare        | Liquigas             |
| 17. szakasz (Andre Greipel)            | Alberto Contador                  | Emanuele Sella                 | Daniele Bennati              | Riccardo Riccò                               | CSF Group-Navigare        | Liquigas             |
| 18. szakasz (Jens Voigt)               | Alberto Contador                  | Emanuele Sella                 | Daniele Bennati              | Riccardo Riccò                               | CSF Group-Navigare        | Liquigas             |
| 19. szakasz (Vasil Kiryienka)          | Alberto Contador                  | Emanuele Sella                 | Daniele Bennati              | Riccardo Riccò                               | CSF Group-Navigare        | Liquigas             |
| 20. szakasz (Emanuele Sella)           | Alberto Contador                  | Emanuele Sella                 | Daniele Bennati              | Riccardo Riccò                               | CSF Group-Navigare        | Liquigas             |
| 21. szakasz (Marco Pinotti)            | Alberto Contador                  | Emanuele Sella                 | Daniele Bennati              | Riccardo Riccò                               | CSF Group-Navigare        | Liquigas             |
| Végeredmény                            | Alberto Contador                  | Emanuele Sella                 | Daniele Bennati              | Riccardo Riccò                               | CSF Group-Navigare        | Liquigas             |

## Végeredmények

### Az összetett végeredménye
|    | Versenyző             | Csapat                | Idő         |
| -- | --------------------- | --------------------- | ----------- |
| 1  | Alberto Contador      | Astana                | 89h 56' 49" |
| 2  | Ricardo Riccò         | Saunier Duval-Scott   | + 1' 57"    |
| 3  | Marzio Bruseghin      | Lampre                | + 2' 54"    |
| 4  | Franco Pellizotti     | Liquigas              | + 2' 56"    |
| 5  | Gyenyisz Menysov      | Rabobank              | + 3' 37"    |
| 6  | Emanuele Sella        | CSF Group-Navigare    | + 4' 31"    |
| 7  | Jurgen Van Den Broeck | Silence-Lotto         | + 6' 30"    |
| 8  | Danilo Di Luca        | L.P.R. Brakes-Ballan  | + 7' 15"    |
| 9  | Domenico Pozzovivo    | CSF Group-Navigare    | + 7' 53"    |
| 10 | Gilberto Simoni       | Diquigiovanni-Androni | + 11' 03"   |
| 11 | Vincenzo Nibali       | Liquigas              | + 20' 14"   |
| 12 | Fortunato Baliani     | CSF Group-Navigare    | + 20' 34"   |
| 13 | Tadej Valjavec        | Ag2r-La Mondiale      | + 24' 02"   |
| 14 | Gustav Erik Larsson   | Team CSC              | + 27' 25"   |
| 15 | Paolo Savoldelli      | L.P.R. Brakes-Ballan  | + 30' 15"   |
| 16 | Félix Cárdenas        | Barloworld            | + 30' 42"   |
| 17 | Joaquim Rodríguez     | Caisse d'Epargne      | + 41' 27"   |
| 18 | Levi Leipheimer       | Astana                | + 45' 36"   |
| 19 | Paolo Bettini         | Quick Step            | + 47' 39"   |
| 20 | Mauricio Ardila       | Rabobank              | + 47' 43"   |

### Hegyi pontverseny
A hegy pontverseny vezetője a Giro 'd Italián a zöld trikót viseli.
|   | Biciklis             | Csapat                 | Pontok |
| - | -------------------- | ---------------------- | ------ |
| 1 | Emanuele Sella       | CSF Group-Navigare     | 136    |
| 2 | Vasil Kiryienka      | Tinkoff Credit Systems | 63     |
| 3 | Fortunato Baliani    | CSF Group-Navigare     | 48     |
| 4 | Julio Alberto Pérez  | CSF Group-Navigare     | 20     |
| 5 | Alessandro Bertolini | Diquigiovanni-Androni  | 20     |

### Pontverseny
A pontverseny vezetője a Giro 'd Italián a ciklámen trikót viseli.
|   | Biciklis        | Csapat              | Pontok |
| - | --------------- | ------------------- | ------ |
| 1 | Daniele Bennati | Liquigas            | 189    |
| 2 | Emanuele Sella  | CSF Group-Navigare  | 138    |
| 3 | Ricardo Riccò   | Saunier Duval-Scott | 131    |
| 4 | Mark Cavendish  | Team High Road      | 106    |
| 5 | Paolo Bettini   | Qick Step           | 106    |